# Giuseppe Magrini
Giuseppe Magrini (Milano, 26 novembre 1857 – Monza, 20 dicembre 1926) è stato un violoncellista e compositore italiano.

## Biografia
Nato da una famiglia milanese benestante, fu avviato allo studio del violoncello sotto la guida dei professori Isidoro Truffi e Guglielmo Quarenghi, per poi passare al Conservatorio di Napoli.
Conclusi gli studi, debuttò in tournée a Parigi e, a soli 21 anni, fu nominato professore sostituto al Conservatorio di Milano, dove nel 1883, divenne professore effettivo, carica che rivestì per 43 anni.
Recentemente è stato smontato l’equivoco perpetuatosi per più di un secolo che Magrini abbia continuato la tradizione milanese di Alfredo Piatti. In realtà Magrini, in quanto discepolo di Gennaro Giarritiello e di Domenico Laboccetta, innesta a Milano la scuola violoncellistica napoletana di Gaetano Ciandelli.
Tra i suoi allievi si ricordano Luigi Stefano Giarda, che succedette a Domenico Laboccetta al conservatorio di Napoli, Luigi Broglio, che insegnò al conservatorio di Firenze, Lorenzo de Paolis ed Enrico Mainardi.
Sposa un'arpista. La figlia, Valentina Magrini, percorre la carriera della madre e, spesso, si esibisce col padre.
Fu per 25 anni primo violoncello solista al Teatro alla Scala, sotto la direzione di Giuseppe Verdi e Arturo Toscanini e prese parte a numerose esecuzioni della Società del quartetto di Milano.
Entrò a contatto e collaborò con musicisti quali Giuseppe Verdi, Giacomo Puccini, Pietro Mascagni, Ruggero Leoncavallo, Jules Massenet.
Il violoncellista Luigi Forino, nel volume Il violoncello - Il violoncellista ed i violoncellisti (edizione Hoepli), scrisse: "Morto Isidoro Truffi, le redini della scuola di violoncello furono prese da Giuseppe Magrini violoncellista fra i migliori attuali; io che ebbi il piacere di udirlo parecchi anni orsono, ne ammirai la bella cavata e la felice intonazione. Avendolo interpellato in merito alla mia pubblicazione, non mi fu possibile avere dalla modestia di questo Egregio violoncellista, altri dati sulla sua carriera artistica che questa breve risposta: nulla ho d'interessante, il proverbio dice: impara l'arte e mettila da parte, così feci, e così fu".
Di Magrini ci restano diversi pezzi per violoncello e pianoforte, alcuni metodi didattici e revisioni su musiche di diversi autori.